# 발리젤렌역
발리젤렌역(독일어: Wallisellen)은 스위스의 발리젤렌 지자체에 있는 기차역이다. 취리히에서 빈터투어까지의 철도 노선에 위치하고 있으며 우스터 노선을 통해 발리젤렌에서 라퍼스빌로 가는 교차로의 취리히 쪽에 있다.
이 역은 취리히 S-반과 슈타트반 글라탈 경전철 시스템 사이의 환승 지점이다. S-반 노선 S8, S14 및 S19와 슈타트반 글라탈을 대신하여 운영되는 취리히 트램 루트 12에서 운행된다.
기차역은 새로 건설된 리히티 쇼핑 개발 지역에 인접해 있다.

## 갤러리
- 동쪽을 바라보는 역, 왼쪽 잔디 보호 구역의 글라탈반 선로
- 서쪽을 바라보는 역, 오른쪽에 글라탈반 플랫폼이 보인다.